# OK Kakanj
OK Kakanj – bośniacki męski klub siatkarski z Kakanj założony 21 października 1979 roku.

## Sukcesy
- Puchar Bośni i Hercegowiny: 
  -  1. miejsce (14x):  1994, 1995, 1996, 1997, 2001, 2002, 2003, 2004, 2006, 2008, 2009, 2010, 2011, 2012
- Mistrzostwo Bośni i Hercegowiny: 
  -  1. miejsce (12x): 2000, 2001, 2003, 2004, 2005, 2008, 2009, 2010, 2011, 2012, 2013, 2022[1]
  -  2. miejsce (8x): 1994, 1996, 1997, 1998, 2002, 2016, 2017, 2019